# Клобуцкий, Михаил Петрович
Михаил Петрович Клобуцкий (1808—1862) — русский учёный, профессор Харьковского университета.

## Биография
Родился в 1808 году в купеческой семье.
Окончил в 1830 году со степенью кандидата юридический факультет Харьковского университета. С 1834 года начал преподавать в Харьковском институте благородных девиц и в ноябре того же года стал преподавать также в Харьковском университете под руководством профессора Т. Ф. Степанова всеобщую историю и статистику. С 1837 года — исправляющий должность адъюнкта юридического факультета университета (преподавал российское и государственное право), с 1839 года, после защиты магистерской диссертации «Исследование главных положений основных законов Российской империи в историческом их развитии» — адъюнкт по кафедре законов о государственных повинностях и финансах, с 1840 года — исправляющий должность экстраординарного профессора по той же кафедре. Для утверждения в должности он должен был выдержать докторский экзамен и докторскую диссертацию, чего не произошло и в 1846 году попечитель округа пригрозил лишить его должности. Однако и в 1848 году он продолжал исправлять свою должность и в декабре попечитель округа вновь сделал ему предупреждение. Наконец, 15 сентября 1849 года Клобуцкий представил в рукописи докторскую диссертацию «О происхождении и пользе бумажных денег вообще и о введении оных в России», защита которой растянулась на год — в августе 1850 года диссертация была признана удовлетворительной и Клобуцкий был допущен к испытаниям на степень доктора, которые растянулись на три года. Только 5 июня 1853 года он защитил (в рукописи) докторскую диссертацию, в августе был утверждён в степени доктора политических наук, а в январе 1854 года — в должности экстраординарного профессора кафедры законов о государственных повинностях и финансах юридического факультета Харьковского университета. Кроме законов о финансах Клобуцкий читал ещё следующие курсы: в 1842—1847 годах — всеобщую историю, в 1857—1858 — законы государственного благоустройства и благочиния. В 1841—1850 годах был секретарём юридического факультета.
В сентябре 1859 года, по выслуге 25 лет, Клобуцкий распоряжением министра был оставлен на службе «впредь до приискания другого достойного преподавателя». В апреле 1862 года такой преподаватель был найден и в мае на место уволенного Клобуцкого был назначен магистр политической экономии Корсак, который, впрочем, скоро отказался занять кафедру и Клобуцкий сделал попытку оставить её за собой ещё на год. Факультет же решил поручить преподавание законов о финансах магистру Стельмаховичу.
Умер в 1862 году.